# Michel Pichat
Pour les articles homonymes, voir Pichat.
Michel Pichat  dit Pichald (né le 18 août 1786 à Vienne en Isère et mort le 25 janvier 1828 à Paris) est un poète et un dramaturge français de la période romantique.

## Biographie
Michel Pichat naît à Vienne, en Dauphiné, le 18 août 1786, et est baptisé deux jours plus tard. Il est le fils de Jean Pichat, voiturier sur le Rhône, et de son épouse, Marie Plantier. 
Michel Pichat étudie trois ans au pensionnat de Sainte-Colombe-lès-Vienne, avant de partir à Paris vers l'âge de dix-huit ans pour poursuivre ses études secondaires au Prytanée français, grâce au soutien financier de l'un de ses oncles. Son professeur de belles-lettres, Luce de Lancival, le remarque et l'encourage à composer, mais Michel Pichat préfère se consacrer à son droit. Cependant, il ne délaisse pas pour autant l'art dramatique: il travaille plusieurs années à ses tragédies Turnus et Léonidas tout en fréquentant les salons littéraires et le premier Cénacle romantique. Sa tragédie Turnus est acceptée à la Comédie-Française en 1820, tandis que des extraits de sa pièce sont réutilisés dans le prologue Les Trois genres, représenté au théâtre de l'Odéon en 1824. Son ami, le poète Alexandre Soumet, le convainc de participer en 1822 au concours poétique organisé par l'Académie française. Il concourt avec la pièce Aux Mânes de Mazet, qui n'obtient que le second accessit, mais qui est publiée dans le périodique La Muse française grâce à l'intervention de Soumet. Fort de ces petits succès, il abandonne progressivement ses projets professionnels initiaux pour suivre une carrière de dramaturge. 
Il écrit en 1822 la tragédie en 5 actes Léonidas. Cette pièce ne put être jouée qu'en 1825 à cause de la censure. Interprétée notamment par Talma au Théâtre-Français, la pièce est un succès. Il écrit en 1828 Guillaume Tell qui est également frappée par la censure. Il était cependant sur le point d'en obtenir la représentation lorsqu'il meurt prématurément d'une "longue et douloureuse maladie de la poitrine", autrement dit de la phtisie, à l'âge de 41 ans.
Marié, il laisse une veuve, Scholastique Maillard, et deux enfants. Il est inhumé au cimetière de l'Est.

## Œuvres
- Turnus, tragédie, 1819
- Ali-Pacha, mélodrame en 3 actes, avec Hyacinthe Decomberousse et Théodore Baudouin d'Aubigny, 1822
- Louis, ou le Père juge, mélodrame en 3 actes, avec Amable de Saint-Hilaire, 1823
- Eudore et Cymodocée, tragédie en 5 actes, avec Gary, 1824
- Les Trois genres, prologue en un acte, avec Emmanuel Dupaty 1824
- Léonidas, tragédie en 5 actes, 1825
- Guillaume Tell, 1828